# Sike András
Sike András (Eger, 1965. július 18. –) olimpiai bajnok birkózó, edző.

## Sportpályafutása
1977-től az Eger SE, majd 1982-től az FTC (Ferencvárosi Torna Club) birkózója volt. A kötöttfogású birkózás 57 kg-os súlycsoportjában versenyzett. 1983-ban bronzérmet szerzett a junior világbajnokságon. Ugyanebben az évben második volt az Ifjúsági Barátság Versenyen. 1985-től szerepelt először felnőtt világbajnokságon, ahol kiesett. Az Európa-bajnokságon hatodik helyezést ért el. A junior vb-n mindkét fogásnemben helyezetlen volt. 1986-ban hetedik lett a vb-n, hatodik az Eb-n. A következő évben a vb-n nem ért el helyezést. Az Európa-bajnokságon negyedik volt. Pályafutása legjelentősebb sikere az 1988. évi olimpián elért olimpiai bajnoki cím. Ebben az évben világkupa-győztes és Európa-bajnoki bronzérmes volt.
1989-ben a vb-n szerzett bronzérmet. Az Európa-bajnokságon nem indult. A következő évben a kontinens bajnokságán második volt. A világbajnokságon kiesett. 1991-ben az Eb-n ötödik helyezett volt, a vb-n bronzérmet ért el. Az 1992. évi nyári olimpiai játékokon sérült könyökkel versenyzett és kiesett. 1993-ban ötödik lett az Európa-bajnokságon, a vb-n kiesett. 1994-ben az Eb-n 62 kg-ban helyezetlen volt. Ezt követően több hónapot kihagyott. 1995-ben 57-kg-ban indult az Eb-n, ahol kiesett. 1995 augusztusától egy évig nem versenyzett, majd Németországba igazolt. 1996-ben a Szegedi Birkózó Egylet szerződtette a csapatbajnoki döntőre, ahol ezüstérmet szerzett.
1988-ban a Testnevelési Főiskola Továbbképző Intézetében edzői oklevelet szerzett és az FTC ifjúsági csapatának, majd 1999-től felnőtt csapatának edzője lett.
2015 szeptemberében kinevezték a magyar kötöttfogású válogatott kapitányának.

## Sporteredményei
Kötöttfogású birkózás, 57 kg-os súlycsoportjában:
- olimpiai bajnok (1988)
- kétszeres világbajnoki 3. helyezett (1989, 1991)
- Európa-bajnoki 2. helyezett (1990)
- Európa-bajnoki 3. helyezett (1988)
- Európa-bajnoki 4. helyezett (1987)
- Európa-bajnoki 5. helyezett (1991)
- kétszeres Európa-bajnoki 6. helyezett (1985, 1986)
- hatszoros egyéni magyar bajnok (1985, 1986, 1988, 1991, 1992, 1993)

## Díjai, elismerései
- Kiváló ifjúsági sportoló (1983)
- A Magyar Népköztársaság Csillagrendje (1988)
- Az év magyar birkózója (1988)
- A Magyar Érdemrend tisztikeresztje (2021)[4]
- Albert életmű-díj (2022)[5]